# Antoni Aleksander Iliński
Antoni Aleksander Iliński lub Mehmet Iskender Pasza (daw. Skinder Basza) herbu Lis (ur. 1812 w Jarmolińcach na Wołyniu, zm. 2 lipca 1861 w Stambule) – Polak, generał pasza armii tureckiej.

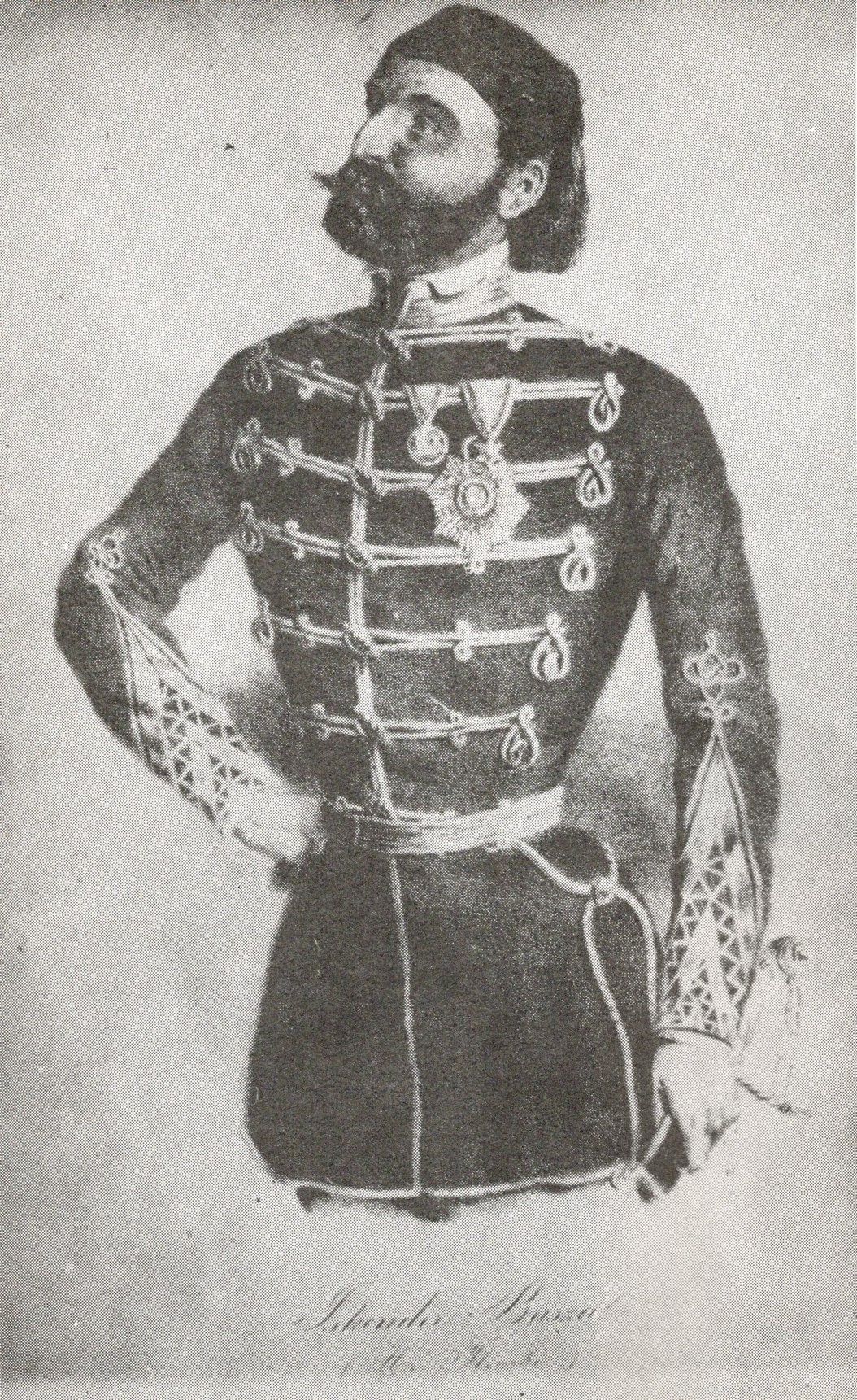
Antoni Iliński w mundurze

Po upadku powstania listopadowego, w którym walczył pod dowództwem Karola Różyckiego, udał się na emigrację do Francji. Po 1845 r. był agentem dyplomatycznym Hôtel Lambert w Dobrudży.
W latach 1848–1849 walczył jako adiutant gen. Józefa Bema na Węgrzech.
Zaciągnął się potem do armii tureckiej i brał udział w prowadzonych przez nią wojnach. Zasłynął podczas wojny krymskiej (1854–1855), kiedy na czele oddziału wolontariuszy prowadził walki partyzanckie przeciwko Rosji. W 1855 r. został mianowany generałem i paszą (Iskander pasza).
Po wojnie był gubernatorem Bagdadu, gdzie brał udział w walkach z plemionami arabskimi na pustyni.